# Mariana de Moraes
Mariana Valdez de Moraes (cidade do Rio de Janeiro, 30 de setembro de 1969) é cantora e atriz brasileira.
Neta de Vinicius de Moraes

## Vida
Neta de Vinícius de Moraes, sobrinha de Luíza Barreto Leite e filha do fotógrafo Pedro de Moraes e da atriz Vera Barreto Leite, desde criança teve sua carreira influenciada pelos inúmeros artistas que frequentavam sua casa, principalmente Caetano Veloso e Gal Costa, que a levavam a seus shows.
Aos 5 anos, fez uma pequena participação no filme Anchieta, José do Brasil, de Paulo César Saraceni, e aos 11, de Luz del Fuego, de David Neves.
Na adolescência, estudou piano e técnica vocal. É dessa fase sua primeira composição, "Boca de Ouro", incluída na montagem da peça homônima de Nelson Rodrigues pelo Teatro Oficina.
Em 1986, protagonizou o filme Fulaninha, de David Neves, que a tornou famosa.

## Trabalhos como atriz

### No cinema
- Nachtsonne (2004) .... Mutter
- Alma Corsária (1993) .... Eliana
- Paixão Cigana (1991)
- Matou a Família e Foi ao Cinema .... Ana Maria
- Banana Split (1988)
- Leila Diniz (1987) .... Leila Diniz jovem
- Nem Tudo é Verdade (1986)
- O Homem da Capa Preta (1986)
- Fulaninha (1986) .... Fulaninha
- Luz del Fuego (1982) .... filha de Teodoro
- Tabu (1982)
- Anchieta, José do Brasil (1977) .... Sem-nome

### Na televisão
- Olho por Olho (1988)
- Vale Tudo (1988)[1]
- Juba e Lula (1988) [1]

### No teatro
- 1987 - As Bacantes (direção José Celso Martinez Correa)
- 1992 - Kasper
- 1993 - Luar em Preto e Branco
- 1998 - A Vênus das Peles
- 2001 - As Bacantes (remontagem de José Celso Martinez Correa)

## Discografia
- (1997) - A alegria continua - com Élton Medeiros e Zé Renato - MP,B/Warner (CD)
- (2001) - Mariana de Moraes - Delsoul Records CD
- (2007) - Se é pecado sambar - Lua Music (CD)
- (2002) - Choro rasgado, de Francis Hime (participação na faixa "Soneto a quatro mãos", de Francis Hime, Vinicius de Moraes e Paulo Mendes Campos) - Biscoito Fino (CD)
- (2014) - Desejo - Biscoito Fino (CD)